# Valea Șardului
Valea Șardului este o arie protejată (sit de importanță comunitară — SCI) din România, desemnată în scopul protejării biodiversității și menținerii într-o stare de conservare favorabilă a florei spontane și faunei sălbatice, precum și a habitatelor naturale de interes comunitar aflate în arealul zonei de protecție. Aceasta este întinsă pe o suprafață de 193,3 ha, integral pe uscat.

## Localizare
Centrul sitului Valea Șardului este situat la coordonatele 46°53′25″N 23°21′58″E / 46.890411°N 23.366225°E. Situl se întinde pe teritoriul administrativ al comunei Sânpaul din județul Cluj.

## Înființare
Situl Valea Șardului a fost declarat sit de importanță comunitară (ROSCI0440) în ianuarie 2016 pentru a proteja 5 specii de animale.

## Biodiversitate
Situată în ecoregiunea continentală, aria protejată nu include niciun habitat protejat.
La baza desemnării sitului se află mai multe specii protejate de  nevertebrate (5): fluturele auriu (Euphydryas aurinia), cosaș (Isophya stysi), fluturele purpuriu (Lycaena dispar), Maculinea teleius, Odontopodisma rubripes.